# 1794年5月の大西洋方面作戦
1794年5月の大西洋方面作戦（Atlantic campaign of May 1794）は、イギリス海軍の海峡艦隊による、フランス大西洋艦隊への一連の作戦である。当時フランスは、アメリカから本国への穀物輸送が戦略的に重要であったが、作戦は、この穀物を輸送する護送船団を妨害する目的で行われた。またこの作戦には、派遣戦隊による通商破壊と2つの規模の小さな戦闘が含まれていた。これらの戦闘は、最終的に、英仏全艦隊を挙げての海戦、1794年の「栄光の6月1日」となった。この海戦で両国の艦隊はひどく損害を受け、英仏双方が勝利を主張した。フランス艦隊は7隻の軍艦を失い、イギリス艦隊は艦こそ失わなかったが、戦闘のため、フランス艦隊からかなり引き離され、フランスの護送船団を無事に帰国させてしまった。
1794年の春、フランス第一共和政は近隣諸国との戦争に突入しており、国民議会の支配下にあった。飢饉が国内に迫っており、公安委員会は、アメリカのフランス植民地からの穀物の輸入を当てにした。このアメリカからの穀物輸入船団は、この年の4月から6月に大西洋を渡る際、小規模の護送戦隊と、それを支援する二番手の、規模のより大きなビスケー湾の戦隊とに同行されていた。しかしながら革命のため、フランス海軍の戦力は、海軍が一貫して戦う能力を大いに失われ、物資の不足は軍の士気を壊滅させた、中でも艦隊の弱体化は大きかった。対照的にイギリスは、指揮系統が整然としており、戦争の準備への意識が高かったが、大規模な海軍に見合うだけの、訓練された乗員が不足しており、そこが弱点だった。ヴィラレー・ド・ジョワイユーズ提督指揮下のフランス大西洋艦隊は、アメリカからの護送船団が無事に帰国できるように、イギリス海峡艦隊の行く手をふさいで時間稼ぎをしていた。リチャード・ハウの指揮下にある海峡艦隊は、護送船団の海峡通過のことを知っており、両国の艦隊は、1週間以上の時間をかけて互いに策略をめぐらせていた。ヴィラレーはハウを、大西洋の西の方向に引きずり込んで、自国の護送船団から引き離した。5月28日と29日に行われた戦闘は、この作戦の一部ではあったが雌雄決せず、その後ハウが風上の有利な位置をヴィラレーから奪い、これによって次の攻撃の時間と位置とを意のままにできるようになった。
この作戦での最終的な戦闘は、その場から400海里離れた大西洋上で行われた。この戦闘が栄光の6月1日である。この最終決戦は、フランスが伝統的な戦列戦法で戦おうと目論む一方で、風上を取ったハウはヴィラレーに直接攻撃を仕掛けてきた。この戦闘でイギリス艦隊は、終日激闘のあげくフランスを完敗させた。ヴィラレーは退却せざるを得なくなり、ハウの方は7隻のフランス艦を拿捕した。そのうち1隻は後に沈没した。またフランスに7000人もの死傷者を出した。しかしヴィラレーは、自らの遅延戦術により、船団が無事にフランスに戻るだけの時間を稼げたため、戦術面では自分たちが成功したと主張した。この海戦は、フランス海軍にとって、フランス革命戦争初期では初めての連敗であり、これによって士官たちは、イギリスとの交戦する際に、腰が引けてやる気が見えない姿勢が植えつけられてしまい、その後21年間の両国の戦いでは、フランス海軍はイギリス海軍にさしたる戦果を挙げられなかった。

## 歴史的背景

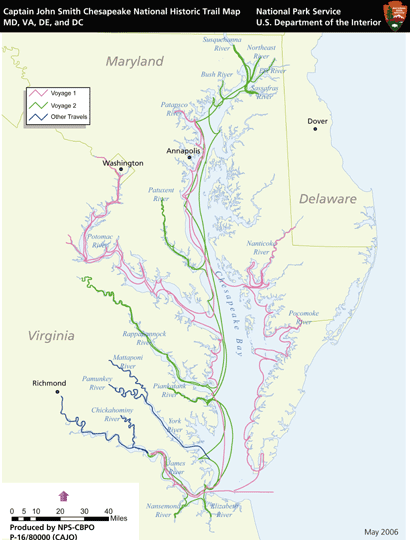
チェサピーク湾。右手にデラウエア、左手がバージニアとメリーランドである。

1793年の冬、戦争と国内の混乱、それに悪天候が相まって、フランス国内は農作物の凶作と、それに続く飢餓に直面していた。近隣諸国とのフランス革命戦争は続行中で、そのため陸上からの物資の輸入は不可能だった。総裁政府に対して、穀物を売る意思があり、またそれが可能な唯一の国がアメリカ合衆国だった。アメリカ大陸からの食物輸入にはかなりの危険が伴った。1793年初頭から交戦状態にあったイギリスの海軍、大西洋航路の大部分を巡航していたからだった。輸送船を効率よく護送するために、フランスとアメリカの間である計画が合意に達した。それは数か月間穀物をまとめて、単一の護送船団で輸送するやり方だった。集積場所はチェサピーク湾のハンプトンローズだった。
ピエール・ヴァンスタベル提督指揮下の戦隊が、護送のためにハンプトンローズに派遣された。ヴァンスタベルは護送船団をビスケー湾に行かせるつもりだった、そこにはジョゼフ＝マリー・ニエリ指揮下の第二戦隊がいて、フランスに帰国するまで、ともに船団を護送する予定だった。2人の士官は共に、6隻の戦列艦と、より小型の船舶を多数召集した。ヴィラレー指揮下の25隻からなるフランスの主力艦隊は、イギリス艦隊が護送船団を妨害しようとした際に攻撃に取り掛かれるように、ビスケー湾を航行する予定だった。護送船団の航海はざっと2か月かかり、また船団には117隻の商船が、フランス全国民の一年分の食料として足りるだけの食物を積んでいるであろうと思われた。
海峡艦隊の提督であるリチャード・ハウは、この船団がチェサピーク湾を発つ前から、この船団の正体と行先を見抜いており、航路を阻止するための準備を進めた。ビスケー湾を通るイギリスの貿易船保護のために、小規模の戦隊を派遣し、ジョージ・モンタギュ提督に6隻の軍艦を割り当てて、ビスケー湾南部で、フランスの護送船団捜索をさせるために送り出し、自分は26隻から成る主力艦隊を連れて、ブレスト周辺を巡航した。

## 1794年5月

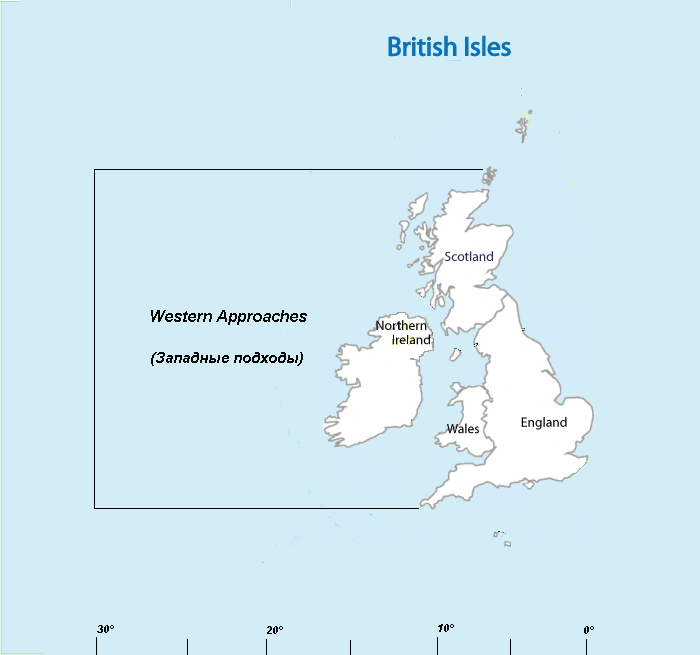
ウェスタンアプローチ

1794年の4月は、英仏海峡で両国の白熱した行動が繰り広げられた。ヴィラレーとハウが、来たるべき作戦に対して最後の準備をしていたからだった。フランスの護送船団がアメリカを発ったのは、予定より遅い4月2日だった。イギリスの護送船団は、ひと月後の5月2日に本国を目指してポーツマスを発った。ハウは自軍を総動員して、この船団をウェスタンアプローチまで護送し、5月5日にフリゲート艦ラトナとフェートンをブレストに接近させて、フランス艦隊の様子を探らせた。この2隻の報告によれば、ヴィラーレの艦隊はまだブレスト港にとどまっていた。

### 通商破壊

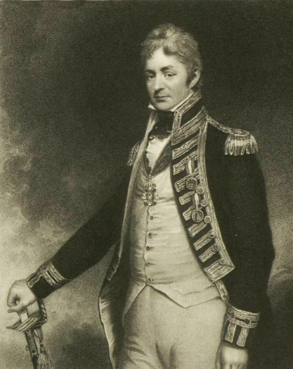
トーマス・トラウブリッジ

大西洋の方では、フランスのニエリ、イギリスのモンタギュ、それぞれの戦隊が敵方の商船に通商破壊を行っていたが、その時点では船団の中心となる食物運搬船を見つけられなかった。ニエリはニューファンドランド島からのイギリス護送船団と交戦し、10隻を拿捕した。その中には護衛のフリゲート艦カスターもいた。カスター艦長のトーマス・トラウブリッジは、戦闘中ほとんどの時間を、ニエリの旗艦サンパレイユの艦上で戦った。モンタギュも5月15日、ちょっとした成功を収めることができた。ニエリが拿捕したイギリスの商船を取り戻し、同時にフランスのコルベット艦マリー＝ギトンを拿捕し、また、フランス艦隊の正確な行先と規模の情報を把握して、このことをハウに知らせた。大西洋中部での哨戒を再開したニエリは、その数日後にアメリカからの護送船団を見つけ、船団の防御を増員するために、自分の戦隊の艦2隻を護送船団に移動させた。そして、イギリス艦がこの船団の航路へ、脅しをかけようとしているのではないかとの兆候を探るために、大西洋東部へ引き返した。またヴィラレーにも、イギリス艦隊の位置と速度の情報を持たせた、複数のフリゲート艦を派遣した。
ニエリとモンタギュが、大西洋上で偵察行動をしている一方で、ハウは、フランス艦隊を捕らえようと、ビスケー湾への一連の航海に出て、湾内をあちこち移動した。しかし5月5日から18日までの間は何も見つけだすことができず、ブレストに戻った。ブレストには偵察用のイギリスのフリゲート艦がいて、フランスの艦隊が立ち去ったことを報告した。ヴィラレーは濃霧にうまく隠れ、その前日に、イギリス艦隊の目と鼻の先を通過していた。この艦隊は、ニエリの戦隊の後を追っていた。ヴィラレーの目的は、ニエリと護送船団との両方に出会って、戦力を合体させることだった。そうすれば、イギリスよりも多くの人数で船団を護衛でき、無事にフランスに戻すことが可能になるからだった。ハウから巧みに身をかわし、ニエリと船団との合流にはまだ数日あるヴィラレーは、ここで予期せぬ収穫を得た。53隻から成るオランダの艦隊に出くわしたのだった。護衛艦であるアリアンス、ワークザイムハイトはフランス艦隊が近づくのを見て逃走し、ヴィラレーは思いのままにその艦隊を攻撃して、20隻の貨物船を拿捕した。

### ハウの追跡

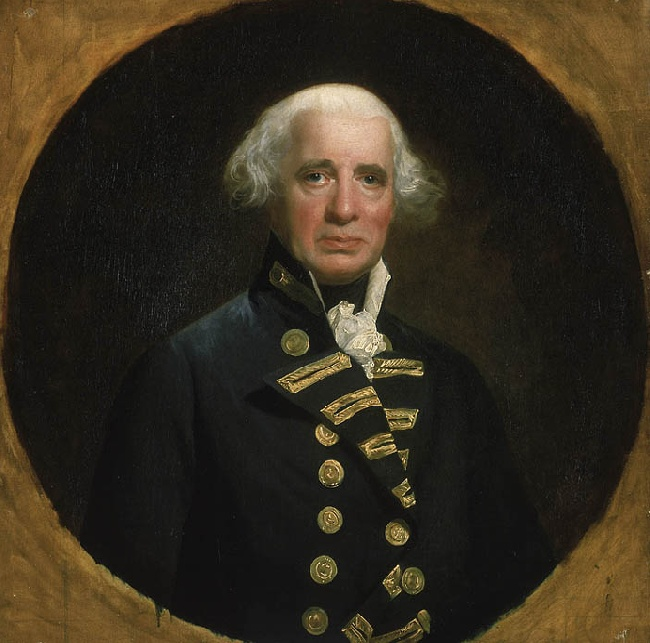
初代ハウ伯爵リチャード・ハウ　R・ダンカートンによるメゾチント版画に彩色

ハウはヴィラレーの航路が、モンタギュの予定航路にまっすぐ向かっていることに気付いた。また、モンタギュがヴィラーレに遭遇した場合、イギリス戦隊は壊滅することにも気づいた。すべての帆に風を受けて、ハウは追跡態勢に入った。そして5月20日に、ヴィラレーを大西洋上に追い込んだ。翌日、海上をさまよっていたオランダの貨物船が、今度はハウの艦隊に拿捕されることになったが、結局ハウはその船をすべて燃やす破目になった。イギリス軍の水兵たちにこの貨物船の仕事までさせるのは、すでに人員不足である自分の艦隊を、さらに弱めることになるからだった。捕虜となったオランダの貨物船の乗員たちは、フランス艦隊は目と鼻の先にいるが、ニエリの戦隊の艦や、また何隻かのフリゲート艦と合流していて、戦力を増強していたことをハウに教えた。ハウは、その時点でモンタギュが無事に南西の方向にいるのを確信し、2週間以内にヴィラレーと交戦できるという期待をもって前進した。しかし5月23日、イギリス艦隊は強風で南に流され、フランス艦隊を見つけるために、のろのろと北へ戻らざるを得なくなった。とはいえ、この遠回りのおかげで、ハウは、ヴィラレーが拿捕した4隻のオランダ船を再び捕らえ、破壊することができた。
5月25日の朝、ハウの追跡はついに実を結んだ。偵察に出していたフリゲート艦が、艦隊から1隻だけ離れていたフランスの戦列艦を午前4時に発見したのである。同じころ、このフランス艦もハウの艦隊を発見し、即座にフランス艦隊の方向へ逃げようとした。逃げてゆくフランス艦は、拿捕したアメリカの商船を牽引していたが、これを置き去りにした、このフランス艦は、報告によれば、ニエリの戦隊の艦オーダシューだった。イギリス艦隊はこのアメリカ船を燃やし、その後オーダシューを追跡して、2隻のフランスのコルベット艦、20門のレパブリケーヌと、16門のアンコニュに追いつき、この2隻をも燃やした。それから3日間、ハウの艦隊は追跡を続け、5月28日になって、東の水平線上やや南寄りのフランス艦隊を見つけた見張り役が、フランスが風上にいることを知らせた。

## 5月28日

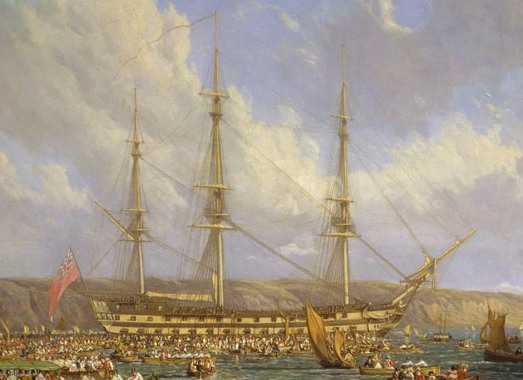
イギリス艦ベレロフォン

午前6時30分には、旗艦から敵の姿がうかがえるようになり、ハウはフリゲート艦を呼び戻して、艦隊に、散り散りになったフランス艦隊を背後から攻撃するために、満帆で前進するように命令を出した。10時35分には、追跡を続けていたため戦列が不揃いになっていたが、ハウは前進を続けた。ヴィラレーが風上の立場を利用してイギリス艦隊から逃れ、退散すると信じていたからだ。これに対抗するために、ハウはトマス・ペイズリー提督下の遊撃戦隊に、最も速度の速い艦を何隻か加えた 。この遊撃戦隊の艦は、両艦隊の他の如何なる艦よりも非常に速く、急ピッチでフランス艦隊の背後に近づいた。この戦闘の第一撃は14時30分、ジョン・ウィレット・ペイン艦長のラッセルからのものだった。ペインは、逆方向から上手回しで方向転換して来た、最後尾の複数のフランス艦にかろうじて何本の長距離砲を放った。フランスからも反撃があったが、さほどの効果はなかった。17時に、ペイズリーの遊撃艦隊を阻止しようとして、フランスの一等級戦列艦で110門のレヴォリューショネールが、戦列後尾にいた自分より小さな三等級艦と位置を代わり、追跡するイギリス軍の前衛と交戦した。この時の戦術展開を主に仕切っていたのは、ヴィラレーでも、戦闘に立ち会っている政治家のジャン・ボン・サンタンドレでもなく、レヴォリューショネールの艦長のヴァンダニェルであるのは明らかだった。
イギリス前衛隊でも速度が遅いベレロフォンが、鋭く巧みな上手回しによって、レヴォリューショネールにうまく、間断のない戦いを仕向けた。18時のことだった。両艦は20分間砲火を交え、力の劣るベレロフォンが艤装に大きな損害を受けて、ジョージ・クランフィールド・バークレー艦長のマールバラと交替して退却した。マールバラはラッセル、サンダラーと合流して、彼らの中間地点にいるレヴォリューショネールの艤装の大部分を砲弾が尽きるまで撃ち、そのため19時30分には、レヴォリューショネールは制御不能となった。イギリス艦リヴァイアサンもこの戦闘に加わり、レヴォリューショネール前方にいた、名前のわからない敵艦に砲火を浴びせた。ペイズリーの遊撃戦隊に絡んでいる艦がだんだんと主力艦隊から離れていき、ハウは20時に彼らを艦隊に呼び戻した。すべてがそれに応じたが、ウィリアム・パーカー艦長が指揮を執る新造艦オーディシャス だけが応じなかった。この艦はレヴォリューショネールのかなり近くで交戦しており。安全に撤退できず、最終的に大型の敵艦レヴォリューショネールのマストを倒したものの、この艦自体もかなりの損害を受けていた。
22時になる前に、オーディシャスとレヴォリューショネールは戦闘をやめ、両者はのろのろと距離を引き離した。2隻のそれぞれの艦隊は、すでに彼方にあった。オーディシアスの乗員は後になって、レヴォリューショネールが交戦中に旗を降ろして降伏したと主張したが、これは確たる証拠がなかった。艦長のパーカーは、レヴォリューショナールを押収しなかったのは、水平線上に9隻のフランス艦を見つけたからだと明言した。パーカーが見たのはジャン＝ジョゼフ・カステニエ准将指揮下の戦隊で、この時の作戦には関与しておらず、その後戦闘に加わることもなく、間もなく視界から消えた、オーディシャスの乗員はその後艦の修理に奮闘努力し、夜明け前にイギリス艦隊に復帰したが、方角がわからなくなり、朝を迎えた時には、レヴォリューショネールからたかだか半マイル（800メートル）しか離れていなかった。
夜を通して、ヴィラレーはレヴォリューショネール救援のために、援軍を送り込んでいた。5月29日の朝が明けるころ、パーカーは、この大きな敵艦が、無傷の戦列艦オーダシュー、フリゲート艦ベローヌ、そして2隻のコルベット艦の支援を間もなく受けようとしているのを目の当たりにした。レヴォリューショネールは、オーダシャスよりも損害がひどかったが、サンダラーのアルベマール・バーティー艦長の信号の読み間違いのおかげで、イギリス兵に乗り込まれることもなしに、前日の戦闘を切り抜けていた。バーティーは、この、マストが折れたフランスの三層甲板艦の拿捕を命じられたにもかかわらず、しくじったのだった。オーダシャスは再びレヴォリューショネールからの砲撃を受け、この数に勝る敵から逃げる以外に方法はなかった。オーダシャスは30分ほどベローヌと2隻のコルベット艦に追跡されたが、雨を伴う突風の中フランス艦とはぐれ、最終的に6月3日にプリマスに戻った。レヴォリューショネールもイギリス軍の追跡を逃れ、オーダシューに牽引されて、数日後に無事にロシュフォールに到着した。

## 5月29日

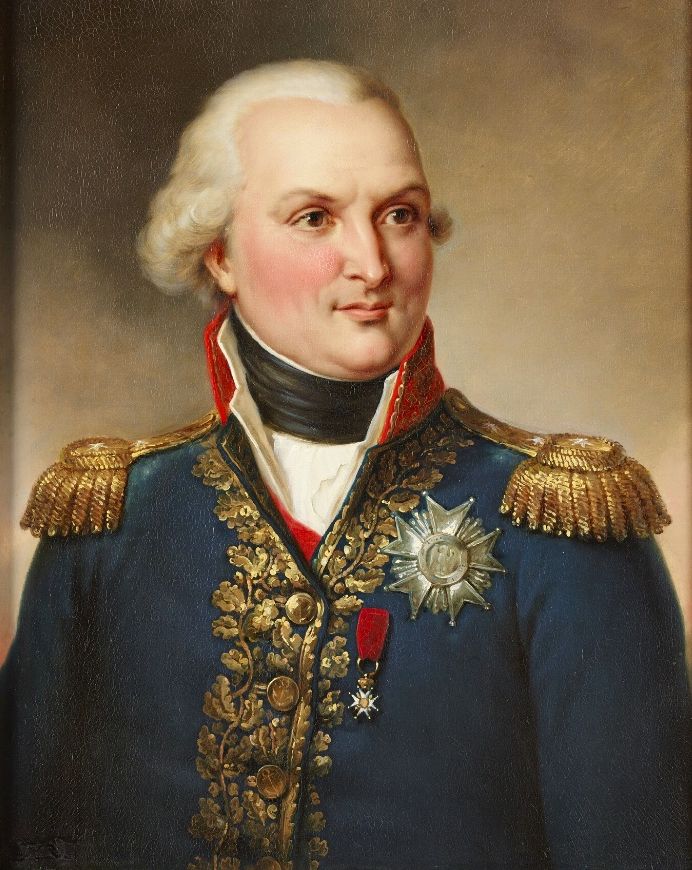
ルイ・トマ・ヴィラレー・ド・ジョワイユーズ
ジャン＝バティスト・ポーラン・ゲラン作

オーダシャスとレヴォリューショネールが、暗闇に紛れて姿を消したのに伴って、英仏双方の艦隊は、護送船団を見つけるために西の方向にとどまった。5月29日の夜明けに、イギリス艦隊はオーダシューが東の方に退くのを見つけたが、追跡はしなかった。フランスの主力艦隊を挑発して、決戦に持ち込むことが第一だったのだ。ハウはフランス艦隊の背後を追うように命令を出し、イギリスの艦隊は、フランスの防御線を切断し、その東側で孤立した艦を拿捕するためにジグザグの陣形を取った。シーザーの艦長アンソニー・ジェームズ・パイ・モロイがその先導役として選ばれた、シーザーが艦隊で一番速かったからだ。しかしこの戦略は、不可解なことにモロイが敵艦隊への接近を拒否したため、完全な失敗に終わった。その代りに、シーザーとクイーンが最後尾のフランス艦に長距離砲を浴びせた。10時になると、今度はフランス艦隊の前衛から、一対一の長距離の片舷斉射が行われ、戦闘が始まった。この応酬により、双方にわずかな損害が出た、その中で最もひどく損害を受けたのは、フランス艦モンタニャールだった。
当初計画していた、フランスの防御の切断に失敗したハウは、12時30分に再び命令を下した。シーザーはまたも先頭に立たされた、フランス艦隊を2つに分裂させるのが狙いだった。モロイはまたも命令を遂行せず、理由を示さないまま、上手回しに進むことは不可能であると信号を送り、東の方へ向きを変えて進み、敵の方に向かうのではなしに、イギリス艦隊から距離を置いた。この予期せぬシーザーの動きに、後続の艦は混乱した。すぐ後ろにつけていたクイーンは、自分たちはハウの信号に従おうとしたが、砲撃でかなりの損害を受け、艦長のジョン・ハットは致命傷を負った。効果的な策を打ち出せなかったクイーンは、フランスの防御線の外を通過し、その際砲火を敵に浴びせた 。
計画がすべて打ち砕かれたハウは、自ら手本を示すことにした。旗艦クイーン・シャーロットを、急速にイギリス陣内へと移動しつつあったフランスの防御線へと進めた。ハウが自艦を進めている間、他のイギリス艦は、あてもなくさまようシーザーの周辺を操舵していた。クイーン・シャーロットは、当初は、背後から回って第6列と第7列の間を突破するつもりでいたが、その間に到達できず、代わりに第5列と第6列の艦の間を進み、第6列のエオールを近くから掃射した。ベレロフォンと、ヒュー・シーモア艦長指揮下のレバイアサンが、クイーン・シャーロットのすぐ後ろを進んだ。この2隻はエオールと、その後の艦に割り込み、ベレロフォンはうまく行ったが、リバイアサンは舵輪に損害を受けたため失敗した。この戦術により、戦闘の進み具合に変化が生じた。クイーン・シャーロットとベレロフォンがフランス艦テリブル、ティラニシード、アンダンタブルを孤立させ、掃射したのである。このためヴィラレーは、3隻のフランス艦を放棄するか、風上の場を捨てるかのどちらかを選択せざるを得なくなった。
ハウはフランス主力艦隊の間を進み－今となっては、最後尾は損害を受けたテリブルが最後尾だった－その後にイギリス艦隊の残りの艦が続き、すでに手負いの状態だったティニシードとアンダンプタブルを、すれ違いざま砲撃した。オライオン、インビンシブル、そしてバーフラーがフランスの防御線を次々に切り裂き、ヴィラレーはハウとの対戦で、艦隊に下手回しを取らせた。シーザーの反発に気をよくしたヴィラレーは、ハウの艦隊は見かけよりも損害を受けていると思い込み、わざと風上を捨てた。ヴィラレーの艦隊はすべて彼に従ったが、モンタニャールのみが、ひどく損害を受けたのを理由に、それを拒否した。ヴィラレーの戦術により、クイーン・シャーロット、ベレロフォン、そしてレバイアサンは、フランス主力艦隊が来る前に退却せねばならず、孤立してしまった。アンダンプタブルとティラニシードの脅威となっていた艦が立ち去り、ヴィラレーは艦隊を建て直して、西へ向かおうとしたが、今や風上となったイギリス艦隊の前衛艦に接近された。両艦隊は、日が落ちるまで交戦を続けたが、双方大きな損害を受けて続行不可能となり、17時に砲撃を中断した。イギリス艦隊はこの日の戦いで、67人の戦死者と128人の負傷者を出していた。

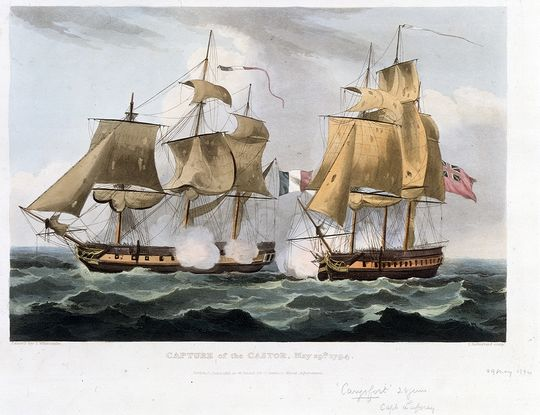
1794年5月29日の海戦で捕獲されるカスター

日が落ちて両艦隊は約10海里（19キロ）離れ、北西を目指した。双方とも修理を急いだ。翌5月30日にも戦いがあると両艦隊が決めてかかっていて、その準備のつもりだった。意義深いことに、ハウは、その前日の戦いが行われた北西の海を、大がかりな護送船団が、イギリスの追跡を逃れて無事に通り過ぎて行ったことに気付いていなかった。敵のヴィラレーが、護送船団の位置と、その日の夜に、損害を受けたモンタニャールが船団と合流したという情報をつかんでいたのとは大きな違いだった。ニエリ提督は、この状況をモンタニャールの艦長により把握し、その後ヴィラレーへの援軍の任務のため出航した。
この日の戦闘について、イギリスのフリゲート艦カスターの報告の追伸にこうある。この艦はニエリの作戦の始めの方で拿捕され、このフリゲートより小型の、フランシス・ラフォリー艦長のケリーズフォートがフランス艦を攻撃したことにより取り戻された。これが1794年5月29日の海戦である。捕虜たちの一部はケリーズフォートによって解放されたが、他の、士官を含む捕虜はカスターには乗り込まず、ニエリの旗艦であるサンパレイユのほうにいた。

## 束の間の休戦

栄光の6月1日の両艦隊の布陣

5月30日の朝、ハウは艦隊のすべての艦長に戦闘準備が万全であるかどうか信号を送った。シーザーを除くすべての艦が万全であると回答し、ハウはフランスが退却した後、艦隊を前進させた 。風上にいるとはいえ、ハウの追跡はほどなく立ち込め始めた霧に邪魔され、何も見えなくなり、その日いっぱいフランスとの対戦は不可能となった。ハウは戦闘の機会を失うことを懸念した。しかし、5月31日には霧は晴れ、フランス軍がなおも北の方にいるのが認められた。イギリス艦隊にとって驚きだったのは、26隻のフランス艦隊が、先日の戦闘に受けた損害を、修復していないことだった。かたやイギリス艦隊は、艤装や戦隊が受けた損害を直していた。ヴィラレーは霧を利用して艦隊を建て直した。モンテニャールとフリゲート艦セーヌ (フリゲート艦)を護送船団に派遣してはいたものの、ニールの戦隊のサンパレイユ、トラジャン、テメレール、そして艦隊にもニールの戦隊にも属さないモンブラン（トランタン・メTrente-un-mai） が加わった。ヴィラレーは消耗の激しいアンダンタブルに、無傷の艦をつけて帰国させた。
5月31日は、ハウの艦隊は終日フランスの艦隊に風上の立場を利用して接近した。17時には両艦隊は5マイル（9キロ）離れていた。19時にハウは、艦隊に射程外に出るように命じたが、フランス艦隊まで、すぐ行ける距離にいるようにとも命令を出した。ハウは29日の混戦の轍を踏もうとは思わなかった。また、指揮を終日執れるのを確信しなければ、いかなる戦闘も遅らせるのを優先した。信号がはっきりしなかったり、誤って伝えられたりするのを避けるためだった。その夜、両艦隊は互いに視線で確認できる位置にいた。そして6月1日の夜明けには、両艦隊の距離は6マイル（11キロ）程度で、イギリス艦隊は再度の攻撃の準備をしていた。両艦隊は西の方向に向かい、ヴィラレーはなおもハウを護送船団から遠ざけようとしていた。

## 栄光の6月1日

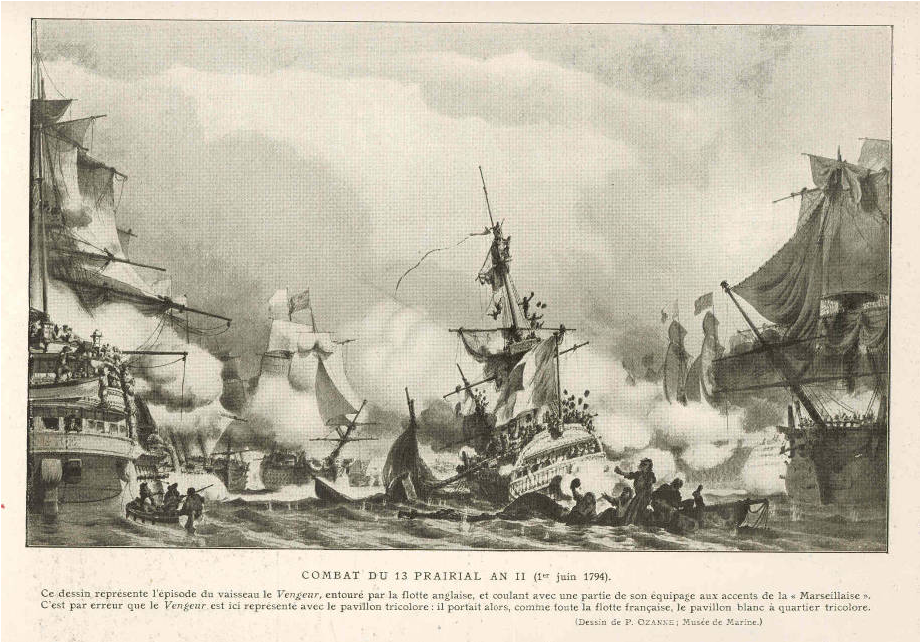
沈没するヴァンジュール・デュ・プープル
P. オザンヌの銅版画

6月1日午前9時24分、ハウは艦隊に、同時に北西の方角に方向を変えるという戦術で、交戦態勢を取らせた。これによってそれぞれの艦がフランス艦隊を圧倒し、個々に敵の防御線を敗れるからだった。ハウの目的は、フランス艦隊を25か所で切断し、舳と船尾とを掃射して、砲火を二分し、敵を漸次打ちのめすことだった。この野心的な計画は、ハウの部下の訓練の仕方がまずく、その前の週に受けた艦隊の艦の損害が尾を引いて、結局うまくいかなかった。ハウの艦隊のうち6隻は命令通りにフランスの防御線を破り、他に数隻が接近したが、多くの艦長たちは命令を達成できなかった。その代わりに敵艦に、飛び飛びに長距離砲を放ったが、あまり功を奏しなかった。

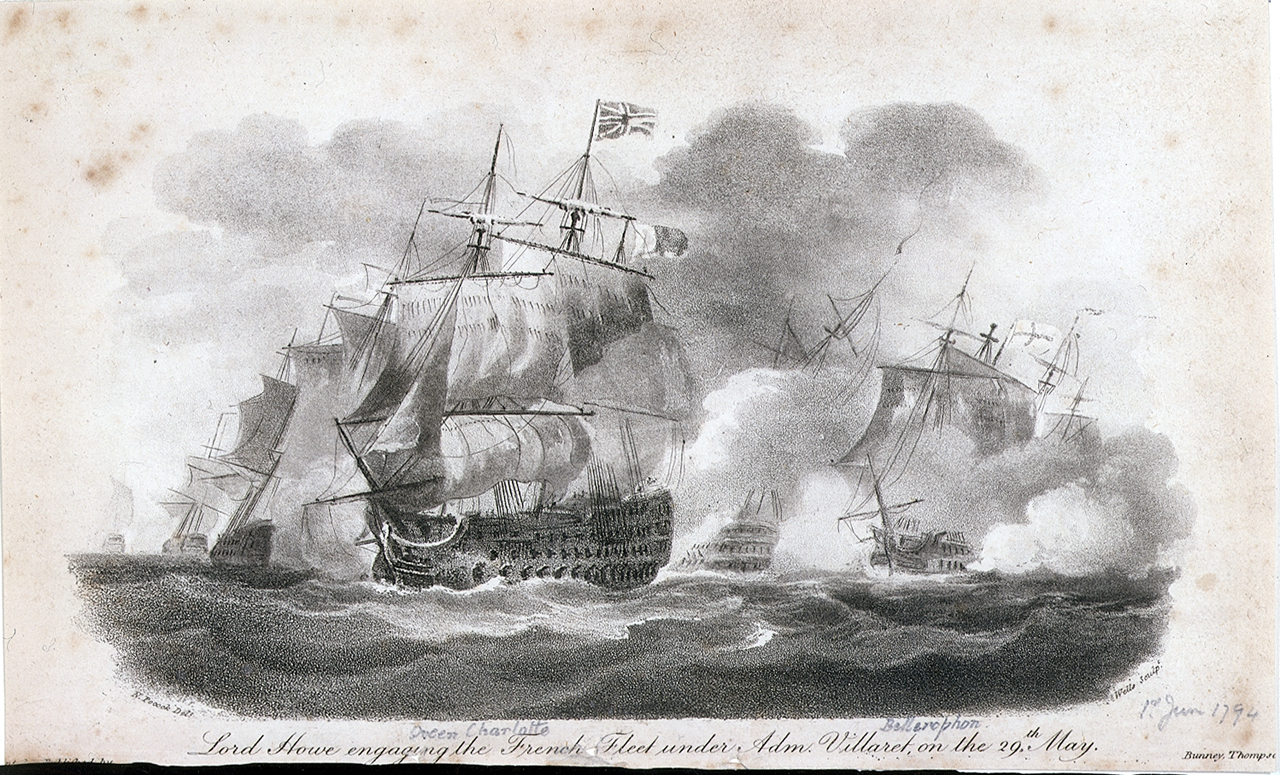
交戦するハウの旗艦クイーン・シャーロット

英仏両艦隊の様々な艦が一騎討ちの状況に入り、何隻かの遅れてきたイギリス艦がこれに参戦しようとした。ヴィラレーは旗艦モンターニュを北に向かわせて、ハウの攻撃から逃れたフランス艦を集めて一体化し、ハウへの対抗馬とした。この混戦状態の中でも、非常に激しい交戦をした艦があった、ブランズウィックとヴァンジュール・デュ・プープルであった。少なくとも12隻の艦がマストを折られ、中でもイギリス艦マールバラやディフェンスはマストを3本とも失った。ほぼ同程度の損害を、10隻のフランス艦も受けていた 。
11時30分には、混戦状態は静まり、ヴィラレーは再編成した艦隊を戦域へ連れて行き、そこに漂っている、マストが折れて廃船となった艦の持ち主が誰なのかを議論した。ハウも同様に主力艦隊を再編してヴィラレーに出会った、ヴィラレーは損害を受けたイギリス艦を拿捕しそこねており、フランス艦6隻を再集結させてその場を立ち去った、ハウは7隻を拿捕していた。この7隻の中で、難破したヴァンジュール・デュ・プープルは間もなく沈没したが、イギリス艦隊はこの艦の多くの乗員をボートで移動させていた。ハウは戦域にとどまっていたが、ヴィラレーは、護送船団がじゃまされずに東の方向を通り過ぎるまで、うまくイギリス艦をやり過ごした。両艦隊は1週間をかけて母港に帰還した。

## 護送船団の帰国
モンタギュの戦隊は、6月の第1週いっぱいをかけて護送船団を探している間に、フランスの2つの戦隊にはさまれ、戻ってくるヴィラレーの艦隊を避けるために南へと移動した。その結果として、かなりの間フランスの大西洋岸からイギリス軍が姿を消した。護送船団は6月の第3週に無事にフランスに着き、モンタギュは手ぶらでイギリスに戻った。英仏両国とも、イギリスは唯一の大規模の戦闘に勝ったことで、フランスは護送船団に敵の指一本触れさせず帰国させたことで、自国の勝利を主張した。
この作戦により、英仏両国の海軍に顕著な影響がもたらされた。フランスはその後、ヨーロッパ北部の海域でイギリスと直接戦火を交えなくなり、その後23年間の大部分を、艦隊はブレストや他の港で過ごし、わずかな大型出撃部隊は地中海の軍事に向けられた。フランス海軍における内紛は士官たちの質的低下を招き、11年後のトラファルガーの海戦では、港に籠っていて、外海での戦闘を経なかったフランス艦隊の、戦術面での見通しが臆病でかつ未熟であったという結果を招いた。イギリスでは、この戦闘により士官に分裂が生じた。ハウが戦闘後に送った公文書の中で、信頼を置いていた一部士官が、参戦を躊躇したと批判しており、そのため彼らは、作戦の後に授与された褒賞の対象にはならなかった。この紛争による仲たがいは広がり、何名かの古参士官はそれによって辞任した。シーザーのモロイ艦長は最終的に軍法会議にかけられ、指揮官を支援しなかったかどで解雇された。